# Samsung Galaxy S8
Samsung Galaksi S8 i S8+ su Android smartfonovi koje je proizveo Samsung Electroniks u okviru Samsung Galaksi S serije. S8 i S8+ predstavljeni su 29. marta 2017. godine i direktno su nasledili Samsung Galaksi S7 i S7 sa zaobljenom ivicom. Sadrže nadograđeni hardver i glavne promene u dizajnu preko S7 linije, uključujući i veće ekrane sa većim razmerama stranica i zakrivljene strane na manjim i većim modelima, prepoznavanje lica, novi paket virtualnih asistiranih funkcija i Samsung DeX, dodatak koji omogućava telefonima da se koriste sa desktop interfejsom pomoću tastature i miša. S8 Aktiv poseduje strožije materijale dizajnirane za zaštitu od udaraca, razbijanja, vode i prašine, sa metalnim ramom i čvrstom teksturom. Ekran Aktiv ima istu veličinu kao i standardni S8 model, ali gubi yakrivljene ivice u korist metalnog okvira.
S8 i S8+ su uglavnom dobili pozitivne kritike. Njihov dizajn i oblik dobili su pohvale, dok su kritičari takođe doprineli ažuriranom softveru i optimizaciji kamere. Oni su dobili kritike za duplikate softverskih aplikacija, nedovoljne funkcije Bixby prilikom lansiranja, za postavljanje senzora za otisak prsta pored fotoaparata. Video objavljen nakon otpuštanja telefona pokazao je da se skeneri lica mogu prevariti korisnika odgovarajućim fotografijama.
U Juznoj Koreji je rezervisano rekordnih milion jedinica, a ukupni bojevi prodaje su za 30% veći od modela Galaksi S7. Međutim, sledeći izveštaji u maju su objavili prodaju više od 5 miliona jedinica, što je znatno manji prodajni broj u prvom mesecu od predhodnih modela Galaxy S serija. 11. marta 2018. godine samsung je predstavio naslednika S8, Samsung Galaksi S9.

## Istorija
Pre oficijelne najave telefona S8 i S8+, medijske kuce objavile su trać i informaciju od industrijskih insajdera. U Decembru 2016, SemMobilni objavljuje da Galaksi S8 nece imati 3.5mm ulaz za slusalice, kasnije objavljuje da je to bio lažni trač. U Januaru 2017-ste, list Gardijan objavljuje clanak o velikim ekranima oba telefona (S8 i S8+), sa ivica do ivice "beskonačnim" ekranom i veoma tankim ivicama, kao i skener roznjace. Dodatno, list Gardijan objavljuje da telefoni dolaze sa 64 gigabajta skladišnog prostora i podrškom za mikroSD kartice, da će imati USB-C konektor i "Biksbi" pametnog ličnog asistenta. Ubrzo potom, VenturBit objavljuje slike od telefona i dodatne detalje, uključujući nedostatak fizičke navigacije i početnog dugmeta, u kojima je skener prsta pomeren iza telefona. Evan Blas tvituje sredinom Marta o opcionim bojama telefona.
Galaksi S8 i S8+ zvanično su otkriveni 29-tog Marta 2017-ste, sa prednarudzbinama koje su počele 30-tog marta, dok je zvanicno puštanje u prodaju počelo 21-vog Aprila 2017-ste.

## Specifikacije

### Hardver
Galaksi S8 i S8+ imaju OLED ekran na 1440p. S8 karakterise 5.8 inča panel dok S8+ 6.2 inča panel. Na oba telefona ekrani su zakrivljeni sa minimalnim ivicama koje Samsung promoviše kao "Beskonačni ekran", i panel od ekrana je sam zakrivljen na ivicama. Oba telefona koriste DCI-P3, koji nudi da vebsajt koji testira ekrane "EkranPrijatelj" opisuje kao najveće ekrane sa prirodnim bojama, najvećim opsegom osvetljenja, najvećim kontrastom na prirodnom svetlu, najvećom rezolucijom, najmanjom reflekcijom i najvećim kontrastom. S8 karakteriše okta-jezgrani Eksions 8895 čip sa 4 gigabajta operativne memorije; modeli u Severnoj Americi i Istočnoj Aziji koriste Kvolkom Snepdregn 835 čip. Oba čipa proizvodi Samsung sa 10nm tehnologijom. Oba telefona imaju 64 gigabajta skladišnog prostora, sa mogućnosti proširenja sa mikroSD karticom. Galaksi S8 je jedan medju prvim telefonima sa Blutut 5 tehnologijom, sa podrškom konektovanja dva para bezičnih slušalica u isto vreme. Takodje sa telefonom dolaze Harman AKG slusalice.
S8 i S8+ koriste integrisanu bateriju kapaciteta 3000 i 3500 mAh. Samsung je redizajnirao baterije da bi produzili njihovo trajanje u odnosu na prethodne modele. S8 podrzava bezicno punjenje.
Samsung je takodje lansirao Galaksi S8+ sa 128 gigabajta skladišnog prostora i 6 gigabajta operativne memorije u Kini i Juznoj Koreji, i sa tim ekskluzivnim modelom dolazi u pakovanju Samsung DeX stanica za telefon.

### Softver
Galaksi S8 pusten je u prodaju sa Android 7.0 "Nugat" operativnim sistemom sa Samsung Iskustvo korisnickim interfejsom i softverskim paketom. Softver karakterise nova funckija asistenta poznata kao "Biksbi", koja je primarno dizajnirana da komunicira sa Samsungovim aplikacijama i ostalim podrzanim servisima. Ova funkcija dozvoljava upotrebu glasovnih komandi u upotrebi mobilnog uredjaja, moze da otvata nove kartice na pocetnom ekranu baziranom na korisnickom koriscenju, i da obavlja pretrage koristeci funkciju prepoznavanja objekata preko kamere.
U Februaru 2018-ste, zvanični Android 8.0 "Oreo" je izašao i postao dostupan na Galaksiju S8, S8+ i S8 Aktiv.